# Saison 2017-2018 de la Juventus FC
Maillots
Chronologie
Saison précédente Saison suivante
La saison 2017-2018 de la Juventus FC voit le club engagé dans quatre compétitions : la Serie A, la Coupe d'Italie, la Ligue des champions et la Supercoupe d'Italie.

## Effectif de la saison
Ce tableau liste l'effectif professionnel de la Juventus FC pour la saison 2017-2018. 

## Transferts
Ce tableau liste les transferts estivaux et hivernaux de la Juventus FC pour la saison 2017-2018.
| Nationalité | Prénom/Nom            | Poste | Forme                                   | Période         | Provenance/Destination | Division       |
| ----------- | --------------------- | ----- | --------------------------------------- | --------------- | ---------------------- | -------------- |
| Arrivées    |                       |       |                                         |                 |                        |                |
|             | Douglas Costa         | M     | Prêt (6 M€)                             | Mercato d'été   | Bayern Munich          | Bundesliga     |
|             | Wojciech Szczęsny     | G     | Transfert (12,2 M€ + 3,1 M€ bonus)      | Mercato d'été   | Arsenal FC             | Premier League |
|             | Mattia De Sciglio     | D     | Transfert (12 M€)                       | Mercato d'été   | AC Milan               | Serie A        |
|             | Federico Bernardeschi | A     | Transfert (40 M€ + bonus)               | Mercato d'été   | ACF Fiorentina         | Serie A        |
|             | Blaise Matuidi        | M     | Transfert (20 M€)                       | Mercato d'été   | Paris SG               | Ligue 1        |
|             | Benedikt Höwedes      | D     | Prêt avec option d'achat                | Mercato d'été   | FC Schalke 04          | Bundesliga     |
|             | Ferdinando del Sole   | M     | Retour de prêt                          | Mercato d'hiver | Delfino Pescara        | Serie B        |
|             |                       |       |                                         |                 |                        |                |
| Départs     |                       |       |                                         |                 |                        |                |
|             | Daniel Alves          | D     | Transfert libre                         | Mercato d'été   | Paris SG               | Ligue 1        |
|             | Neto                  | G     | Transfert (6 M€ + 1 M€ bonus)           | Mercato d'été   | Valence CF             | La Liga        |
|             | Leonardo Bonucci      | D     | Transfert (42 M€)                       | Mercato d'été   | AC Milan               | Serie A        |
|             | Mario Lemina          | M     | Transfert (17 M€)                       | Mercato d'été   | Southampton FC         | Premier League |
|             | Kingsley Coman        | A     | Transfert (21 M€)                       | Mercato d'été   | Bayern Munich          | Bundesliga     |
|             | Rolando Mandragora    | M     | Prêt                                    | Mercato d'été   | Delfino Pescara        | Serie B        |
|             | Moise Kean            | A     | Prêt                                    | Mercato d'été   | Hellas Vérone FC       | Serie A        |
|             | Federico Mattiello    | M     | Prêt                                    | Mercato d'été   | SPAL 2013              | Serie A        |
|             | Tomás Rincón          | M     | Prêt                                    | Mercato d'été   | Torino FC              | Serie A        |
|             | Marko Pjaca           | A     | Prêt (800 000 €)                        | Mercato d'hiver | Schalke 04             | Bundesliga     |
|             | Fabrizio Caligara     | M     | Transfert (2 M€)                        | Mercato d'hiver | Cagliari               | Serie A        |
|             | Riccardo Orsolini     | A     | Prêt avec option achat et contre rachat | Mercato d'hiver | Bologne FC             | Serie A        |
|             | Pol Lirola            | D     | Transfert (7 M€)                        | Mercato d'hiver | US Sassuolo            | Serie A        |
|             | Federico Mattiello    | D     | Transfert (2,5 M€ + 2,5 M€ bonus)       | Mercato d'hiver | Atalanta Bergame       | Serie A        |

## Préparation d'avant-saison

### International Champions Cup
| 1re journée                                  | Juventus FC             | 1 - 2   | FC Barcelone                                     |                                                                                    |                                                                                    |
| Samedi 22 juillet 2017 18:05 ET - 00:05 CEST | (Dybala ) Chiellini 63e | (0 - 2) | 15e Neymar (Paco Alcácer ) · 26e Neymar (Messi ) | MetLife Stadium, East Rutherford, Spectateurs : 82 100 Arbitrage : Edvin Jurisevic | MetLife Stadium, East Rutherford, Spectateurs : 82 100 Arbitrage : Edvin Jurisevic |
| Samedi 22 juillet 2017 18:05 ET - 00:05 CEST | Rapport                 |         |                                                  | MetLife Stadium, East Rutherford, Spectateurs : 82 100 Arbitrage : Edvin Jurisevic | MetLife Stadium, East Rutherford, Spectateurs : 82 100 Arbitrage : Edvin Jurisevic |

| 2e journée                                    | Paris Saint-Germain                                     | 2 - 3   | Juventus FC                                                          |                                                                             |                                                                             |
| Mercredi 26 juillet 2017 21:05 ET - 3:05 CEST | (Di María ) Gonçalo Guedes 53e · (Kurzawa ) Pastore 80e | (0 - 1) | 45e Higuaín (Dybala ) · 62e Marchisio (Kean ) · 89e (pen.) Marchisio | Hard Rock Stadium, Miami Gardens Spectateurs : 44 444 Arbitrage : Ted Unkel | Hard Rock Stadium, Miami Gardens Spectateurs : 44 444 Arbitrage : Ted Unkel |
| Mercredi 26 juillet 2017 21:05 ET - 3:05 CEST | Rapport                                                 |         |                                                                      | Hard Rock Stadium, Miami Gardens Spectateurs : 44 444 Arbitrage : Ted Unkel | Hard Rock Stadium, Miami Gardens Spectateurs : 44 444 Arbitrage : Ted Unkel |

| 3e journée                                     | AS Rome                                          | 1 - 1 4 - 5 t. a. b. | Juventus FC                                                      |                                                                              |                                                                              |
| Dimanche 30 juillet 2017 16:05 ET - 22:05 CEST | (Kolarov ) Džeko 74e                             | (0 - 1)              | Mandžukić 29e (Alex Sandro )                                     | Gillette Stadium, Foxborough Spectateurs : 33 039 Arbitrage : Jorge Gonzalez | Gillette Stadium, Foxborough Spectateurs : 33 039 Arbitrage : Jorge Gonzalez |
| Dimanche 30 juillet 2017 16:05 ET - 22:05 CEST | Rapport                                          |                      |                                                                  | Gillette Stadium, Foxborough Spectateurs : 33 039 Arbitrage : Jorge Gonzalez | Gillette Stadium, Foxborough Spectateurs : 33 039 Arbitrage : Jorge Gonzalez |
| Dimanche 30 juillet 2017 16:05 ET - 22:05 CEST | Tumminello · Pellegrini · Iturbe · Peres · Ünder | Tirs au but 4 - 5    | Lichtsteiner · Barzagli · Bernardeschi · Khedira · Douglas Costa | Gillette Stadium, Foxborough Spectateurs : 33 039 Arbitrage : Jorge Gonzalez | Gillette Stadium, Foxborough Spectateurs : 33 039 Arbitrage : Jorge Gonzalez |

### Match amical
| Match amical                  | Tottenham FC                               | 2 - 0   | Juventus FC |                                                                           |                                                                           |
| Samedi 5 août 2017 18:30 CEST | (Trippier ) Kane 10e · (Alli ) Eriksen 52e | (1 - 0) |             | Wembley Stadium, Wembley Spectateurs : 26 251 Arbitrage : Martin Atkinson | Wembley Stadium, Wembley Spectateurs : 26 251 Arbitrage : Martin Atkinson |

## Compétitions

### Serie A
: Phase de groupes pour la ligue Europa

| Rang | Équipe           | Points | M. joués | M. gagnés | M. nuls | M. perdus | B. marqués | B. encaissés |
| ---- | ---------------- | ------ | -------- | --------- | ------- | --------- | ---------- | ------------ |
| 1    | Juventus FC      | 95     | 38       | 30        | 5       | 3         | 86         | 24           |
| 2    | SSC Naples       | 91     | 38       | 28        | 7       | 3         | 77         | 29           |
| 3    | AS Rome          | 77     | 38       | 23        | 8       | 7         | 61         | 28           |
| 4    | Inter Milan      | 72     | 38       | 20        | 12      | 6         | 66         | 30           |
| 5    | SS Lazio         | 72     | 38       | 21        | 9       | 8         | 89         | 49           |
| 6    | AC Milan         | 64     | 38       | 18        | 10      | 10        | 56         | 42           |
| 7    | Atalanta Bergame | 60     | 38       | 16        | 12      | 10        | 57         | 39           |
| 8    | ACF Fiorentina   | 57     | 38       | 16        | 9       | 13        | 54         | 46           |
| 9    | Torino FC        | 54     | 38       | 13        | 15      | 10        | 54         | 46           |
| 10   | UC Sampdoria     | 54     | 38       | 16        | 6       | 16        | 56         | 60           |

### Ligue des Champions

#### Phase de groupes

##### Groupe D
| Rang | Équipe       | Pts | J | G | N | P | Bp | Bc | Diff |  | Résultats (▼ dom., ► ext.) |     |     |     |     |
| ---- | ------------ | --- | - | - | - | - | -- | -- | ---- |  | -------------------------- | --- | --- | --- | --- |
| 1    | FC Barcelone | 14  | 6 | 4 | 2 | 0 | 9  | 1  | +8   |  | FC Barcelone               |     | 3-0 | 2-0 | 3-1 |
| 2    | Juventus FC  | 11  | 6 | 3 | 2 | 1 | 7  | 5  | +2   |  | Juventus FC                | 0-0 |     | 2-1 | 2-0 |
| 3    | Sporting CP  | 7   | 6 | 2 | 1 | 3 | 8  | 9  | -1   |  | Sporting CP                | 0-1 | 1-1 |     | 3-1 |
| 4    | Olympiakos   | 1   | 6 | 0 | 1 | 5 | 4  | 13 | -9   |  | Olympiakos                 | 0-0 | 0-2 | 2-3 |     |

#### Phase finale

##### Huitièmes de finale
| Équipe           | Aller | Total  | Retour | Équipe              |
| ---------------- | ----- | ------ | ------ | ------------------- |
| Juventus FC      | 2 - 2 | 4 - 3  | 2 - 1  | Tottenham Hotspur   |
| FC Bâle          | 0 - 4 | 2 - 5  | 2 - 1  | Manchester City     |
| FC Porto         | 0 - 5 | 0 - 5  | 0 - 0  | Liverpool FC        |
| Real Madrid      | 3 - 1 | 5 - 2  | 2 - 1  | Paris Saint-Germain |
| Bayern Munich    | 5 - 0 | 8 - 1  | 3 - 1  | Beşiktaş JK         |
| Chelsea FC       | 1 - 1 | 1 - 4  | 0 - 3  | FC Barcelone        |
| Séville FC       | 0 - 0 | 2 - 1  | 2 - 1  | Manchester United   |
| Chakhtar Donetsk | 2 - 1 | 2 - 2E | 0 - 1  | AS Rome             |

##### Quarts de finale
| Équipe       | Aller | Total  | Retour | Équipe          |
| ------------ | ----- | ------ | ------ | --------------- |
| FC Barcelone | 4 - 1 | 4 - 4E | 0 - 3  | AS Rome         |
| Séville FC   | 1 - 2 | 1 - 2  | 0 - 0  | Bayern Munich   |
| Juventus FC  | 0 - 3 | 3 - 4  | 3 - 1  | Real Madrid     |
| Liverpool FC | 3 - 0 | 5 - 1  | 2 - 1  | Manchester City |

### Coupe d'Italie

#### Phase finale

##### Huitièmes de finale
| Division     | Club           | Score              | Club             | Division     |
| ------------ | -------------- | ------------------ | ---------------- | ------------ |
| Serie A (D1) | Inter Milan    | 0 - 0 ap 5 - 4 tab | Pordenone Calcio | Serie C (D3) |
| Serie A (D1) | ACF Fiorentina | 3 - 2              | UC Sampdoria     | Serie A (D1) |
| Serie A (D1) | AC Milan       | 3 - 0              | Hellas Verona FC | Serie A (D1) |
| Serie A (D1) | SS Lazio       | 4 - 1              | AS Cittadella    | Serie B (D2) |
| Serie A (D1) | SSC Napoli     | 1 - 0              | Udinese          | Serie A (D1) |
| Serie A (D1) | Atalanta       | 2 - 1              | US Sassuolo      | Serie A (D1) |
| Serie A (D1) | AS Roma        | 1 - 2              | Torino FC        | Serie A (D1) |
| Serie A (D1) | Juventus FC    | 2 - 0              | Genoa CFC        | Serie A (D1) |

##### Quarts de finale
| Division     | Club        | Score    | Club           | Division     |
| ------------ | ----------- | -------- | -------------- | ------------ |
| Serie A (D1) | SS Lazio    | 1 - 0    | ACF Fiorentina | Serie A (D1) |
| Serie A (D1) | AC Milan    | 1 - 0 ap | Inter Milan    | Serie A (D1) |
| Serie A (D1) | SSC Napoli  | 1 - 2    | Atalanta       | Serie A (D1) |
| Serie A (D1) | Juventus FC | 2 - 0    | Torino FC      | Serie A (D1) |

##### Demi-finales
| Division     | Club     | Aller | Total           | Retour | Club        | Division     |
| ------------ | -------- | ----- | --------------- | ------ | ----------- | ------------ |
| Serie A (D1) | Atalanta | 0 - 1 | 0 - 2           | 0 - 1  | Juventus FC | Serie A (D1) |
| Serie A (D1) | AC Milan | 0 - 0 | 0 - 0 5 - 4 tab | 0 - 0  | SS Lazio    | Serie A (D1) |

##### Finale
| Division     | Club        | Score | Club     | Division     |
| ------------ | ----------- | ----- | -------- | ------------ |
| Serie A (D1) | Juventus FC | 4 - 0 | AC Milan | Serie A (D1) |

### Supercoupe d'Italie
| Supercoupe d'Italie              | Juventus FC                      | 2 - 3   | SS Lazio                                                              |                                                                             |                                                                             |
| Dimanche 13 août 2017 20:45 CEST | Dybala 85e · Dybala 90+1e (pen.) | (0 - 1) | 32e (pen.) Immobile · 54e Immobile (Parolo ) · 90+3e Murgia (Lukaku ) | Stade olympique de Rome, Rome Spectateurs : 52 000 Arbitrage : Davide Massa | Stade olympique de Rome, Rome Spectateurs : 52 000 Arbitrage : Davide Massa |
| Dimanche 13 août 2017 20:45 CEST | Rapport                          |         |                                                                       | Stade olympique de Rome, Rome Spectateurs : 52 000 Arbitrage : Davide Massa | Stade olympique de Rome, Rome Spectateurs : 52 000 Arbitrage : Davide Massa |